# IC 1543
IC 1543 ist eine Spiralgalaxie vom Hubble-Typ Sbc im Sternbild Andromeda am Nordsternhimmel. Sie ist schätzungsweise 257 Millionen Lichtjahre von der Milchstraße entfernt.
Das Objekt wurde am 17. Dezember 1897 vom französischen Astronomen Stéphane Javelle entdeckt.